# Los grandes éxitos de Piero
Los grandes éxitos de Piero es un álbum recopilatorio del cantante ítaloargentino Piero publicado en 1974. Forma parte de la lista de los 100 discos que debes tener antes del fin del mundo, publicada en 2012 por Sony Music.

## Lista de canciones
- Mi viejo
- De vez en cuando viene bien dormir
- Fumemos un cigarrillo
- Si vos te vas
- No te vayas, por favor
- Llegando llegaste
- Yo vengo
- Caminando por Caracas
- Juan Tequila (Juan Boliche)
- Y todos los días